# Alpaida jacaranda
Alpaida jacaranda Levi, 1988 è un ragno appartenente alla famiglia Araneidae.

## Etimologia
Il nome della specie deriva dal luogo di rinvenimento degli esemplari: la località di Fazenda Jacaranda nel Brasile orientale.

## Caratteristiche
L'olotipo maschile rinvenuto ha dimensioni: cefalotorace lungo 2,2mm, largo 1,7mm; il primo femore misura 2,2mm e la patella e la tibia circa 2,5mm.

## Distribuzione
La specie è stata rinvenuta in Brasile: l'olotipo maschile a Fazenda Jacaranda, località nei pressi di Itamaraju, comune brasiliano dello stato di Bahia.

## Tassonomia
Al 2015 non sono note sottospecie e dal 1988 non sono stati esaminati nuovi esemplari.